# 酒井順也
酒井 順也（さかい じゅんや、本名：酒井 純也（読み同じ）、1981年3月4日 - ）は、島根県邑智郡邑南町出身の元プロ野球選手（中継ぎ）。

## 来歴・人物
小学3年の時に野球を始め、中学では2年秋からエースで4番打者を務めた。矢上高校時代は2年夏の島根大会決勝で浜田高校の和田毅に惜敗し、甲子園出場を逃した。当時は控え投手であった（3年夏はエースとして登板するも初戦敗退）。
1998年のドラフト会議で巨人から5位指名され入団。登録名を変更した2001年にファームのエース格に成長し一軍初登板すると、2002年4月23日の対ヤクルトスワローズ戦（明治神宮野球場）では初勝利を挙げている。
投球スタイルは技巧派に近いが、球の球威とキレがあり、2004年に監督の堀内恒夫が新守護神候補に酒井の名を挙げるなど期待されていたが思うような結果が残せなかったため、夏頃からフォーム改造（オーバースローからサイドスローへ転向）なども試みていた。
2006年は、オープン戦では5試合で無失点と好投見せ開幕一軍入りも勝ち取っているが、一軍では数試合の登板に終わった。二軍では、14セーブでイースタン・リーグ最優秀救援投手を獲得している。同年シーズン終了後もサイドスローを試投していた。
2007年4月30日のイースタン・リーグの対日本ハム戦では、再び投球フォームをオーバースローに戻している。一軍登板が無しに終わった同年10月4日に球団から戦力外通告を受け、11月30日に自由契約公示された。
2008年2月1日付で三菱重工広島に入社。2009年に都市対抗野球大会に出場し、久しぶりに東京ドームで登板した。2013年に退団するまで社会人野球選手として現役を続けた。
2014年2月からは、東京ドームシティ内の屋内型スポーツ施設「スポドリ！」にて開校された「東京ドーム野球塾」で元チームメイトの梅田浩とともにコーチを務めている。

## 選手としての特徴
投球スタイルは技巧派に近く、持ち玉はシンカーやスライダーなどがある。

## 詳細情報

### 年度別投手成績
| 年 度     | 球 団     | 登 板 | 先 発 | 完 投 | 完 封 | 無 四 球 | 勝 利 | 敗 戦 | セ 丨 ブ | ホ 丨 ル ド | 勝 率 | 打 者 | 投 球 回 | 被 安 打 | 被 本 塁 打 | 与 四 球 | 敬 遠 | 与 死 球 | 奪 三 振 | 暴 投 | ボ 丨 ク | 失 点 | 自 責 点 | 防 御 率 | W H I P |
| --------- | --------- | ----- | ----- | ----- | ----- | -------- | ----- | ----- | -------- | ----------- | ----- | ----- | -------- | -------- | ----------- | -------- | ----- | -------- | -------- | ----- | -------- | ----- | -------- | -------- | ------- |
| 2001      | 巨人      | 4     | 0     | 0     | 0     | 0        | 0     | 0     | 0        | --          | ----  | 28    | 6.0      | 7        | 0           | 3        | 0     | 2        | 5        | 1     | 0        | 4     | 3        | 4.50     | 1.67    |
| 2002      | 巨人      | 13    | 2     | 0     | 0     | 0        | 1     | 2     | 0        | --          | .333  | 103   | 23.1     | 21       | 3           | 14       | 1     | 1        | 17       | 2     | 0        | 12    | 11       | 4.24     | 1.50    |
| 2003      | 巨人      | 5     | 0     | 0     | 0     | 0        | 0     | 1     | 0        | --          | .000  | 33    | 6.1      | 12       | 2           | 3        | 0     | 0        | 3        | 0     | 0        | 9     | 9        | 12.79    | 2.37    |
| 2005      | 巨人      | 9     | 1     | 0     | 0     | 0        | 0     | 1     | 0        | 0           | .000  | 63    | 13.0     | 23       | 6           | 3        | 0     | 0        | 7        | 1     | 0        | 16    | 16       | 11.08    | 2.00    |
| 2006      | 巨人      | 7     | 0     | 0     | 0     | 0        | 0     | 0     | 0        | 0           | ----  | 31    | 6.1      | 10       | 0           | 4        | 1     | 0        | 0        | 2     | 0        | 2     | 2        | 2.84     | 2.21    |
| 通算：5年 | 通算：5年 | 38    | 3     | 0     | 0     | 0        | 1     | 4     | 0        | 0           | .200  | 258   | 55.0     | 73       | 11          | 27       | 2     | 3        | 32       | 6     | 0        | 43    | 41       | 6.71     | 1.82    |

### 記録
- 初登板：2001年5月10日、対広島東洋カープ9回戦（広島市民球場）、4回裏に3番手で救援登板、2回2失点
- 初奪三振：2001年5月30日、対ヤクルトスワローズ9回戦（明治神宮野球場）、8回裏にロベルト・ペタジーニから空振り三振
- 初勝利：2002年4月23日、対ヤクルトスワローズ4回戦（明治神宮野球場）、9回裏に5番手で救援登板、1回無失点
- 初先発：2002年9月25日、対阪神タイガース27回戦（阪神甲子園球場）、5回3失点で敗戦投手

### 背番号
- 97 （1999年 - 2001年）
- 54 （2002年 - 2006年）
- 64 （2007年）

### 登録名
- 酒井 純也 （さかい じゅんや、1999年 - 2000年）
- 酒井 順也 （さかい じゅんや、2001年 - 2007年）